# Игнатов, Асен
Асен Игнатов (болг. Асен Йорданов Игнатов; 9 апреля 1935, Шумен — 12 августа 2003, Хюрт, Германия) — болгарский философ, антикоммунистический политический эмигрант.

## Биография
Родился 9 апреля 1935 в городе Шумен. Изучал философию в Софийском государственном университете. С середины 60-х годов работал ассистентом в Софийском университете Святого Климента Охридского. Философская антропология является объектом его личных интересов и деятельности.
В 1968 опубликовал книгу с популярными очерками «Тъга и порыв по епохата», которая спровоцировала политический скандал. Вскоре его обвинили в «ревизионизме».
Некоторое время работал научным сотрудником в университете города Лёвен. Затем поселился в Германии. В 1979 защитил докторскую диссертацию на тему «Хайдегер и философская антропология». С 1980 по 1988 жил в городе Кельн, где некоторое время проработал редактором в болгарском отделении радио «Deutsche Welle».
С 1988 г. — научный сотрудник Федерального института восточноевропейских исследований в Кельне, читал лекции, как доцент католического университета «Академия Густава Зибера» в Баден-Вюртемберге.
Автор более 150 публикаций и 9 книг, большинство из которых издано на немецком языке.
Умер 12 августа 2003.

## Награды
- Орден «Стара Планина» 1-й степени (11 декабря 2000)

### Книги
- «Тъга и порыв на епохата», София: Български писател, 1968.
- «Heidegger und die philosophische Anthropologie. Eine Untersuchung über die anthropologische Dimension des Heideggerschen Denkens» (Хайдегер и философската антропология. Изследване на антропологическото измерение на Хайдегеровото мысленное). (Monographien zur philosophischen Forschung, Band 174). Forum Academicum/Anton Hain, 1979, S. 325
- «Aporien der marxistischen Ideologielehre. Zur Критик der Auffassung der Kultur als „Ideologie in letzter Instanz“» (Апории на марксическото учение по идеологията). 1984, S. 176
- «Psychologie des Kommunismus: Studien zur Mentalität der herrschenden Schicht im kommunistischen Machtbereich». Johanes Bergmans Verlag, Muenchen, 1985, S. 181
  - «Психология на комунизма: Студии по манталитета на господстващия слой в комунистическия праздников». Преводач Елена Никлева. София: Аргес, 1991, 183 с.[2]
  - «Психология на комунизма». София: Нов български университет, 2012. ISBN 978-954-535-724-4
- «Anthropologische Geschichtsphilosophie: Für eine Philosophie der Geschichte in der Zeit der Postmoderne». Academia Richarz, 1993, S. 221
  - «Антропологическа философия на историята». София: Факел, 1998, 283 с. ISBN 954-411-047-X
- «Selbstauflösung des Humanismus: die philosophisch-anthropologischen Voraussetzungen für den Zusammenbruch des Kommunismus» (Самоотмяната на хуманизма). Baden-Baden: Nomos, 1996, S. 156